# Чемпионат России по греко-римской борьбе 2011
Чемпионат России по греко-римской борьбе 2011 года прошёл в Красноярске 24-26 июня.

## Медалисты
| Категория | Золото                                                    | Серебро                                         | Бронза                                                                                      |
| --------- | --------------------------------------------------------- | ----------------------------------------------- | ------------------------------------------------------------------------------------------- |
| до 55 кг  | Бекхан Манкиев Красноярский край                          | Иван Татаринов Новосибирская область            | Сергей Попрушко Тюменская область, ХМАО Дамир Ахмедзянов Башкортостан                       |
| до 60 кг  | Заур Курамагомедов Ростовская область, Кабардино-Балкария | Вячеслав Джасте Краснодарский край              | Максим Карпов Нижегородская область Иван Куйлаков Тверь, Новосибирская область              |
| до 66 кг  | Юрий Денисов Санкт-Петербург                              | Мигран Арутюнян Москва                          | Адам Курак Красноярский край Ислам-Бек Альбиев Москва                                       |
| до 74 кг  | Роман Власов Новосибирская область                        | Имиль Шарафетдинов Москва                       | Александр Чехиркин Ростовская область Ильяс Магомадов Москва                                |
| до 84 кг  | Алексей Мишин Мордовия                                    | Алан Хугаев Москва, Северная Осетия             | Олег Шокалов Краснодарский край, Кабардино-Балкария Заур Карежев Москва, Кабардино-Балкария |
| до 96 кг  | Никита Мельников Красноярский край                        | Рустам Тотров Тюмень, Северная Осетия           | Константин Ефимов Хабаровский край Асланбек Хуштов Красноярский край, Кабардино-Балкария    |
| до 120 кг | Артём Доронин Краснодарский край                          | Александр Анучин Новосибирская область, Воронеж | Аслан Дадов Кабардино-Балкария Александр Екимов Новосибирская область                       |